# Бронепалубные крейсера типа «Пауэрфул»
Тип «Пауэрфул» (англ. Powerful class protected cruisers) — серия британских бронепалубных крейсеров периода 1890-х годов. Были спроектированы под руководством У. Уайта, в качестве ответа на российские броненосные крейсера «Рюрик» и «Россия». Численность экипажа этих крейсеров также была сравнима с броненосцами, а стоимость каждого из них почти вдвое превышала стоимость кораблей предшествовавшего типа «Эдгар», имевших обычные размеры.
Огромная стоимость и неэкономичность в эксплуатации вынудила Британское Адмиралтейство перейти к строительству заметно меньших бронепалубных крейсеров типа «Диадем».

## Конструкция

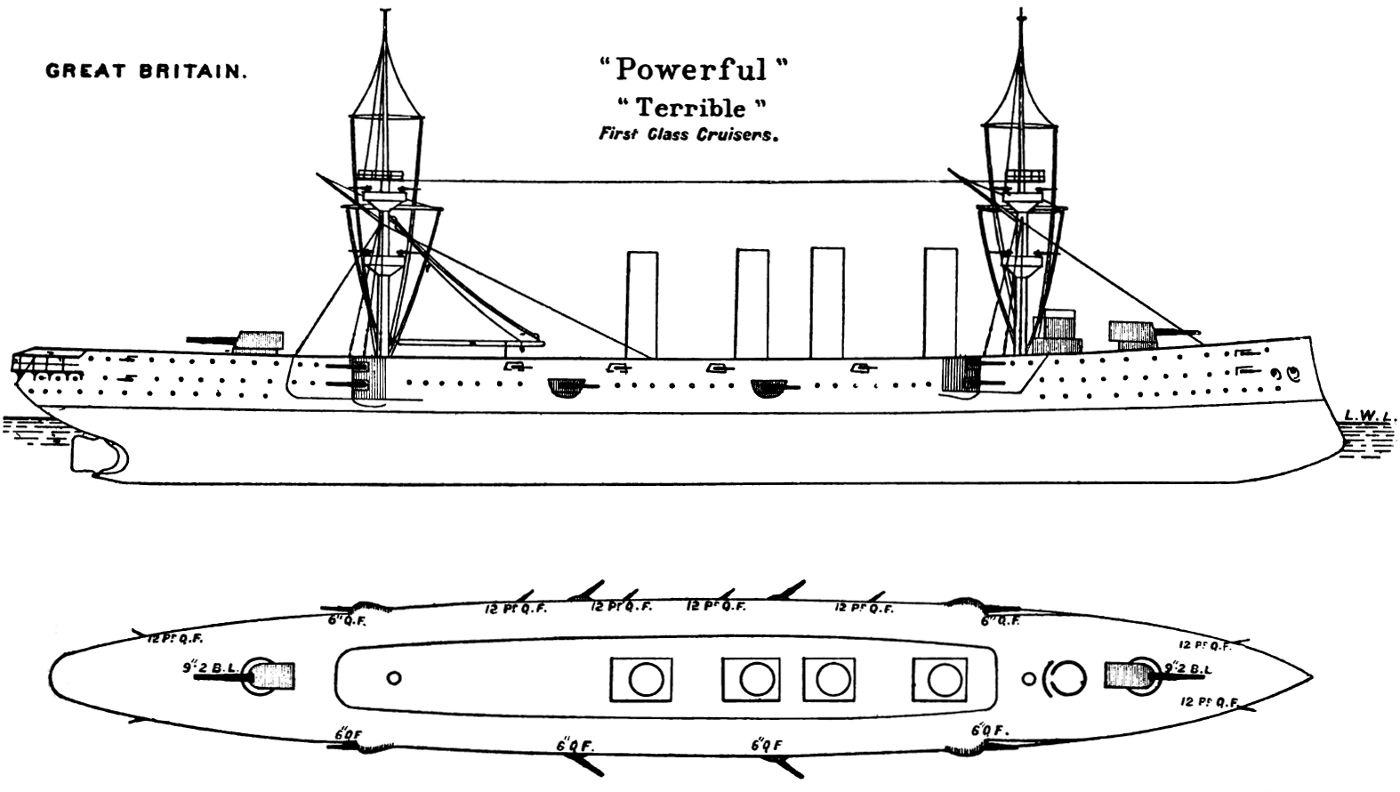
Схема крейсера типа «Пауэрфул»

Необычный проект, оставшийся в истории как крупнейшие бронепалубные крейсера. Корабли типа «Пауэрфул» на момент своего вступления в строй являлись крупнейшими крейсерами, по своему водоизмещению находившимися на уровне эскадренных броненосцев своего времени, а также самыми длинными боевыми кораблями в мире. Британское Адмиралтейство заявило о чудовищной — в 152 мм толщине скосов. Такая наклонная броня действительно могла бы защитить не только от 6- и 8-дюймовых снарядов, но и от главного калибра броненосцев. Но это была дезинформация. Реально скосы были тоньше — в самом толстом месте их толщина достигала 102 мм. Но это удалось держать в тайне 100 лет.
Во время ходовых испытаний HMS Terrible развил максимальную скорость 22,4 узла (41,5 км/ч; 25,8 миль/ч) при мощности 25 572 л. с. (19 069 кВт).

## Служба
| Название            | Верфь                      | Закладка | Спуск на воду | Вступление в строй | Судьба                |
| ------------------- | -------------------------- | -------- | ------------- | ------------------ | --------------------- |
| «Пауэрфул» Powerful | Vickers, Барроу-ин-Фёрнесс | 1894     | 24 июля 1895  | 8 июня 1897        | продан на слом в 1929 |
| «Террибл» Terrible  | J&G Thompson, Клайдбанк    | 1894     | 27 мая 1895   | 24 марта 1898      | продан на слом в 1932 |

Два крейсера типа «Пауэрфул» были заложены в 1894 году и были представлены на испытания в 1896 году, но проблемы с недостаточно отработанной силовой установкой с водотрубными котлами, впервые применёнными на крупном корабле британского флота, задержали принятие кораблей на вооружение до 1897—1898 годов. Проблемы с силовой установкой на кораблях серии так и не были устранены за всё время их службы, но тем не менее, заданные проектом 22 узла хода и дальность плавания в 7000 миль были достигнуты.
Ранние годы своей службы крейсера типа «Пауэрфул» использовались на Дальнем Востоке, а в 1899 году, в ходе англо-бурской войны, оперативно доставили в Капскую колонию две бригады морской пехоты. В 1902—1904 годах крейсера были модернизированы с добавлением четырёх 152-мм орудий и переводом котлов на нефтяное отопление. Вследствие сомнительной боевой ценности и отсутствия ясной тактической роли, большую часть времени после модернизации крейсера типа «Пауэрфул» провели в резерве. К началу Первой мировой войны «Пауэрфул» и «Террибл» окончательно устарели и в 1912 и 1915 годах были переклассифицированы в учебное судно и плавучую казарму. В роли вспомогательных судов корабли использовались вплоть до своего окончательного снятия с вооружения и продажи на слом в 1929 и 1932 годах.

## Оценка проекта
Несмотря на применение технических новинок — электропривод для наведения орудий главного калибра и водотрубные котлы Белльвиля — «Пауэрфул» и «Террибл» оказались неудачными. Броневая палуба со скосами, казематы средней артиллерии и барбеты орудий главного калибра являли собой столь несовершенную защиту в бою, что эти громоздкие, маломаневренные корабли нередко именовали большими плавучими мишенями.
|                                 | «Дюпюи-де-Лом»                                  | «Кресси»                                            | «Громобой»                                                  | «Жанна д’Арк»                                 | «Пауэрфул»                                              | «Фюрст Би́смарк»                                 | «Асама»                                           |
| ------------------------------- | ----------------------------------------------- | --------------------------------------------------- | ----------------------------------------------------------- | --------------------------------------------- | ------------------------------------------------------- | ----------------------------------------------- | ------------------------------------------------- |
| Год закладки                    | 1890                                            | 1898                                                | 1898                                                        | 1899                                          | 1894                                                    | 1897                                            | 1896                                              |
| Год ввода в строй               | 1895                                            | 1901                                                | 1900                                                        | 1902                                          | 1897                                                    | 1900                                            | 1899                                              |
| Водоизмещение нормальное, т     | 6783                                            | 12 193                                              | 12 359                                                      | 11 270                                        | 14 424                                                  | 11 461                                          | 9855                                              |
| Полное, т                       | ?                                               |                                                     |                                                             |                                               |                                                         | 9875                                            | 10 687                                            |
| Мощность ПМ, л. с.              | 13 000                                          | 21 000                                              | 14 500                                                      | 33 000                                        | 25 000                                                  | 13 500                                          | 18 000                                            |
| Максимальная скорость, узл      | 19,7                                            | 21                                                  | 19                                                          | 21,8                                          | 22                                                      | 18,5                                            | 21,5                                              |
| Дальность, миль (на ходу, узл.) | 6500(10)                                        | 7200 (10)                                           | 8200 (10)                                                   | 13 500 (10)                                   | 7000 (14)                                               | 3230 (12)                                       | 4600 (11,5)                                       |
| Бронирование, мм                |                                                 |                                                     |                                                             |                                               |                                                         |                                                 |                                                   |
| Тип брони                       | С                                               | КС                                                  | ГС                                                          | ГС                                            | С                                                       | КС                                              | ГС                                                |
| Пояс                            | 100                                             | 152                                                 | 152                                                         | 150                                           | -                                                       | 200                                             | 178                                               |
| Палуба(скосы)                   | 38(68)                                          | 38(38)                                              | 38-64 (карапасная)                                          | 64 (35)                                       | 51-102 (карапасная)                                     | 50                                              | 63(63)                                            |
| Башни                           | 200                                             | 152                                                 | —                                                           | 160                                           | 152                                                     | 200                                             | 152                                               |
| Барбеты                         | -                                               | 152                                                 | —                                                           | 140                                           | 152                                                     | 200                                             | 152                                               |
| Рубка                           | 130                                             | 305                                                 | 305                                                         | 150                                           | 305                                                     | 200                                             | 356                                               |
| Вооружение                      | 2×194-мм/45 6×164-мм/45 4×65-мм 8×47-мм/43 2 ТА | 2×1×234-мм/46,7 12×1×152-мм/45 12×1×76,2-мм/40 2 ТА | 4×203-мм/45 16×1×152-мм/45 24×1×75-мм/50 16×1×47-мм/43 2 ТА | 2×194-мм/40 16×1×138-мм/45 16×1×47-мм/43 2 ТА | 2×234-мм/40 12×152-мм/40 16×76,2-мм/40 16×47-мм/43 2 ТА | 2×2×240-мм/40 12×1×150-мм/40 10×1×88-мм/30 6 ТА | 2×2×203-мм/45 14×1×152-мм/40 12×1×76,2-мм/40 5 ТА |